# História da Vida Privada
A História da Vida Privada é uma coleção dirigida pelos historiadores franceses Georges Duby e Philippe Ariès, lançada em 1985. 
A coleção História da Vida Privada foi concebida nos primeiros anos da década de 1980, após ideia de Michel Winock, historiador francês, em apresentar a um público vasto essa vertente da historiografia, surgida dentro da corrente historiográfica chamada de Nova História.  Seus organizadores diferenciam o objeto de estudo da História da Vida Privada em relação à História do Cotidiano, fato que gera debate entre uma parte dos historiadores, que não vê uma separação nítida entre uma e outra forma de construir a História.
Duby e Ariès utilizaram como objeto de estudo a história da vida privada no Ocidente, e tomaram como ponto de partida os romanos, por considerarem que na civilização romana está presente o elemento grego, nomeando o Império Romano de civilização helenística.
A coleção é dividida em 5 volumes:
- Do Império Romano ao ano mil (volume 1), organizado por Paul Veyne
- Da Europa feudal à Renascença  (volume 2), organizado por Georges Duby
- Da Renascença ao Século das Luzes (volume 3), organizado por Philippe Ariès e Roger Chartier
- Da Revolução Francesa à Primeira Guerra (volume 4), organizado por Michelle Perrot
- Da Primeira Guerra a nossos dias (volume 5), organizado por Antoine Prost e Gérard Vincent